# Kalkgrundet
För den finländska ön Kalkgrundet se Kalkgrundet (finländsk ö).

Kalkgrundet (det bruna området markerar ett vattendjup på mindre än sex meter). Nuvarande fyrar markerade med gult, tidigare med rött. De gamla fyrarna låg alla sydost om den "gamla" Flintrännan, som nästan följde gränsen mellan danskt och svenskt vatten (markerad av linjen —⋅—⋅—⋅—⋅).

Kalkgrundet är ett grund i Öresund som är beläget öster om Flintrännans norra ände och väster om Malmö (cirka 3 km nordväst om Ön och söder om Sjollen). "Kalkgrundet" betecknar också den fyrskeppsstation som markerade grundet och gav namn åt det fyrskepp som normalt tjänstgjorde där från 1873, samt åt den kassunfyr som 1961 ersatte fyrskeppen. 
Lägsta vattendjup på Kalkgrundet är 2,9 meter (vid normalvattenstånd).

## Fyrskeppsstationen
De fem fyrskepp som tjänstgjorde vid stationen 1873-1961 var:
- Fyrskepp Nr 7 Vulkan 1873
- Fyrskepp Nr. 11 Kalkgrundet 1874
- Fyrskepp Nr. 13 Kalkgrundet 1875, 1879-1884 samt 1887-1961
- Fyrskepp Nr. 9 Diana 1876-1878
- Fyrskepp Nr. 4 Falsterborev 1885-1886.

Under åren 1883-1914 och 1919-1922 fungerade fyrskeppsstationen dessutom som väderstation åt SMHI.

## Fyrskeppet Kalkgrundet

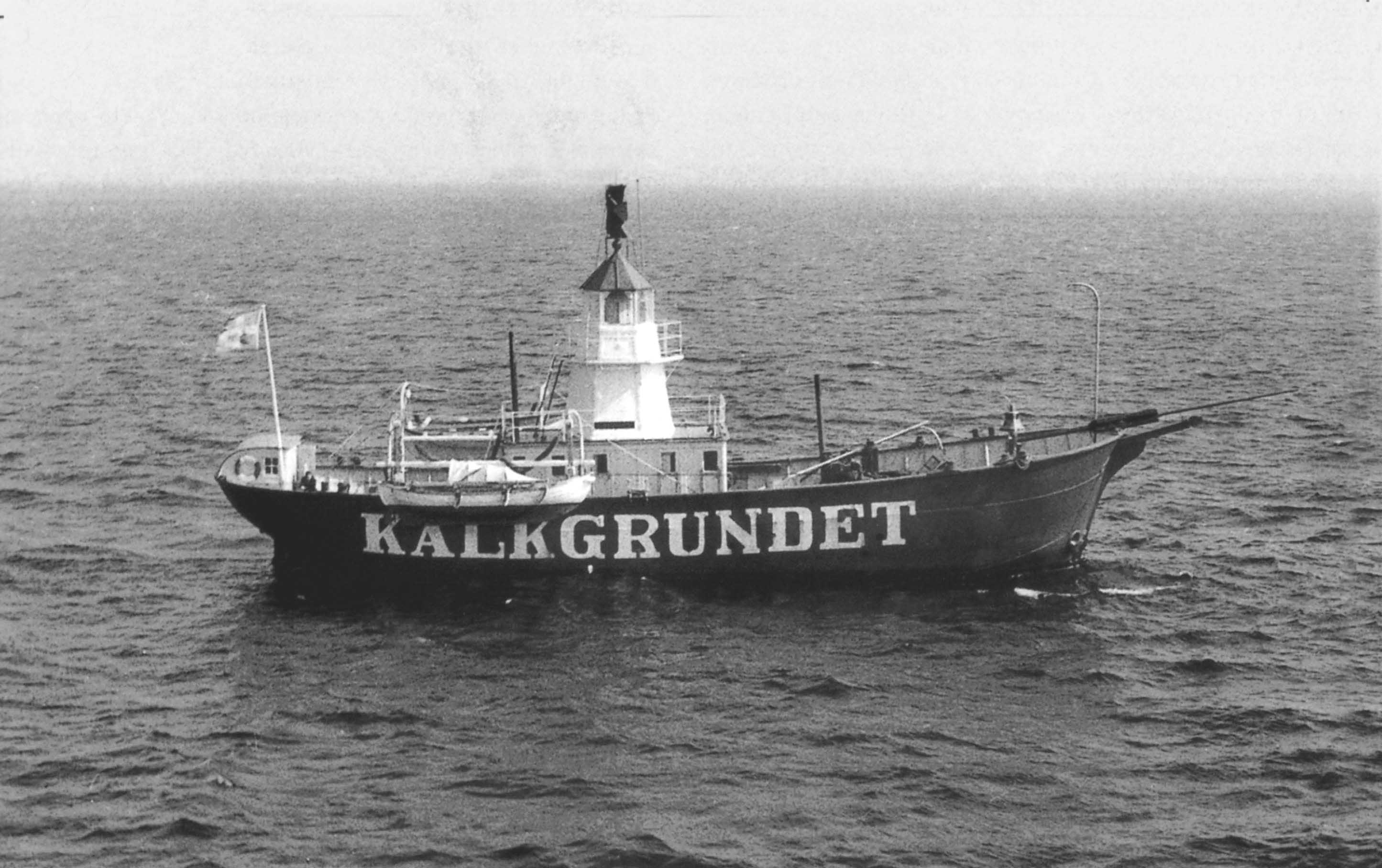
Fyrskepp Nr. 13 Kalkgrundet.

Det 23,3 meter långa och 6,8 meter breda skeppet byggdes med träskrov (furu och ek) av Hans Julius Bonnesens varv i Malmö 1874, vilket ersattes med ett järnskrov vid Kockums varv 1885-1886. Besättningen var på sex till sju man.
Hon tjänstgjorde vid
- Kalkgrundet 1875, 1879-1884 samt 1887-1961
- Sjollen 1876-1879

## Kalkgrundets fyr

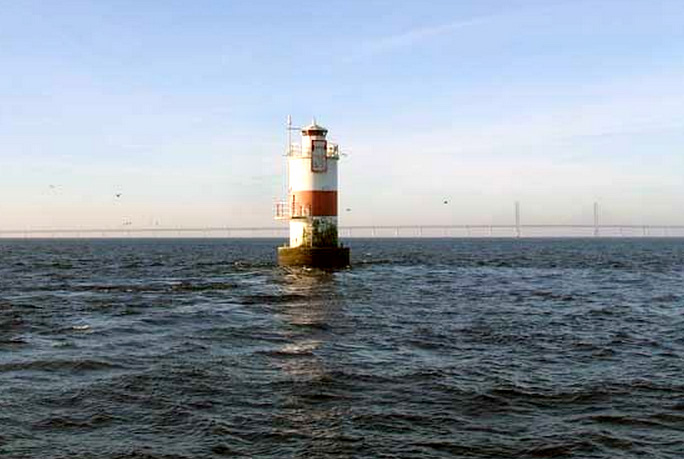
Fyren Flintrännan nordost (innan flyttningen Oskarsgrundet nordost) står nu några hundra meter sydväst om den plats där den tidigare fyren Kalkgrundet stod. I bakgrunden i söder skymtas Öresundsbron. Kalkgrundet ligger till vänster om fyren och Flintrännan till höger om densamma. I folkmun kallas fyren "Kalkgrundet" efter sin placering vid Kalkgrundet.

Fyren, som var svart med vit gördel, byggdes vid Grötökajen i Lysekil varefter den sjösattes, bogserades på plats, förankrades och invigdes 1961. I samband med byggandet av Öresundsbron rätades Flintrännan ut genom muddring och de fyra befintliga fyrarna flyttades (det var kassunfyrar, som byggts för att kunna flyttas, och samtidigt sattes sex nya kassunfyrar och åtta radarkummel ut), varvid den fyr som tidigare kallats "Oskarsgrundet nordost" flyttades till nästan samma plats som "Kalkgrundet" stått på och fick det nya namnet "Flintrännan nordost". Den nya Flintrännan invigdes 1999. Kalkgrundets fyr flyttades till "Flintrännan 04".